# Baryphas ahenus
Baryphas ahenus är en spindelart som beskrevs av Simon 1902. Baryphas ahenus ingår i släktet Baryphas och familjen hoppspindlar. Inga underarter finns listade.